# Xcacau Corona
La Xcacau Corona è una struttura geologica della superficie di Venere.